# 心意六合拳
心意六合拳相傳由姬際可（1602年－1683年）由槍化拳之一門內家武術，因此拳由心生意，又由意轉化為拳招，故稱心意拳；姬際可的後人也稱呼本拳為“際可拳”。本拳外稱為“心意六合拳”，內稱“守洞塵技”，而上海人名之為“十大形”，為形意拳的母拳。本拳是中國武術中的瑰寶，屬於上乘拳術，因此歷來傳承相當保守，其中因素是慎防誤傳非人以免危害社稷邦國；所以心意拳素有一項優良傳統：寧可失傳，不可亂傳，故擇徒非常嚴謹，此外本拳亦是一門修身悟道的拳藝。
心意六合拳在中國武術史上是一項重要的拳藝，在考古學與歷史學研究上，心意六合拳因為傳承保守的緣故，很大程度將華夏古風的韻味給延續下來，這門拳種可以說是中國武術的根。

## 歷史與起源

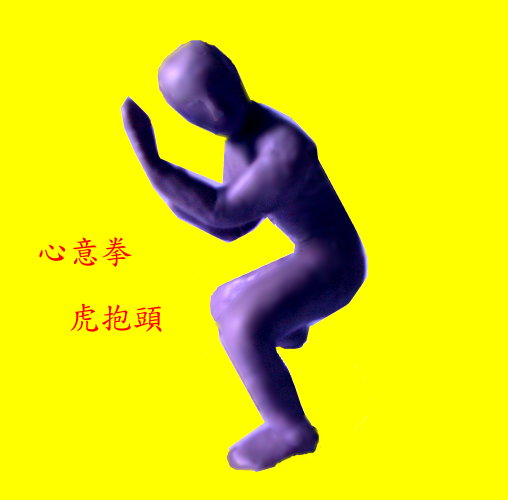
虎抱頭

根據傳說心意六合拳最早是由宋代名将岳飞所创，岳飛祖師著有心意六合拳拳經。而後代之人能夠找到本拳之歷史脈絡可追溯到明末清初山西蒲州人士──姬際可，字龍峰（有的误写为龙凤、隆丰、隆风）。據聞姬際可祖師於終南山得到《岳武穆拳譜》（《岳武穆王拳經》），精通六合槍法，後把大槍術化為拳法，創出此拳。姬際可門下，分成河南、山西兩個不同派系，分化成心意六合拳與戴氏心意拳。傳說姬際可遊少林，把心意拳授與少林寺武僧，少林寺稱之為「心意把」。姬際可传尊村後，又稱 “守洞塵技”。
其侄姬运亨得之，于1645年应“顺治乙酉科”成武举。
姬龙峰将拳術传曹继武，再传河南回民馬學禮。馬學禮傳張志城。張志城傳李禎。
李政（禎）在1747年（清乾隆十二年） 傳出《六合心意拳谱》。李政，字太和，山西人，乾隆时拜張志诚为师。李在拳谱中写有序言。

## 心意六合拳與佛道的關係
河南传系以伊斯兰教为主。
山西传系、四川传系以道教为主。
少林传系以佛教为主。

## 心意六合拳與形意拳、意拳差異
形意拳雖然脫胎自（戴氏）心意六合拳，但是在鍛鍊的功法、拳理系統上有很明顯的差異。可以說，這是兩門完全獨立的拳派。

## 傳承
以下傳承世系以當前能夠蒐集到的資料、史料為依據。

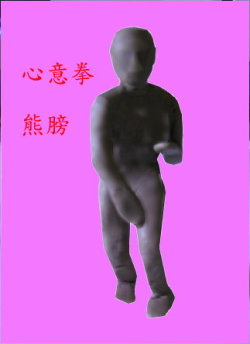
熊膀

### 第一世代
- 【山西蒲州‧姬際可祖師】（心意六合拳拳種的共同祖師。）傳【兒子‧姬壽】、【族侄‧姬運亨】、【江南貴池‧曹繼武】、河南洛阳马学礼、

另有一说，姬隆峰在少林寺传艺，成少林释家一系。
另有一说，道人金一旺曾与马龙、马虎把兄弟三人瞟学姬隆峰武艺。后金一旺一系自称“心意六合第一家”为金家功夫。
另有一说，姬隆峰传郑氏、王氏等，记载不详，待进一步考证。

### 第二世代
- 【曹繼武】傳【山西昭餘[1]‧戴龙邦】（成為戴氏心意六合拳一脈，並尊曹繼武為祖師。）。

(一说曹继武传授戴龙邦艺成后，曾命戴赴马学礼处深造，并在马学礼家中写下了著名的“天下治道有二”)
- 【马学礼】傳【外甥‧馬興】、【外甥‧馬三元】、【河南南陽‧張志誠】。

### 第三世代
- 【马兴】传【兒子‧马梅虎】
- 【張志誠】傳【河南魯山‧李政】。

马三元 传 孙河
- 【戴龙邦】傳【兒子‧戴文良】、【兒子‧戴文勋】、【河北涂州‧李洛能】（演变成為形意拳一脈。）。

另有一说，戴二驴(文薰)学艺于自河南派李政。此说法文字记载最早见诸山西范氏公开的拳谱《守洞尘技》中，近代山西戴氏部分流派(王映海系为主)出版的系列书籍也主张此说法。具体待进一步考证。

### 第四世代
- 【戴文勋】傳【族侄‧戴良栋】。

马梅虎 传 刘万义
李政 传 张聚
孙河 传 丁四

### 第五世代
- 【戴良栋】傳【兒子‧戴奎】、【族侄‧戴鴻雄】。

刘万义 传 马梦乐
张聚 传 买壮图
丁四 传 吕金梁

### 第六世代以後
- 【戴奎】傳【山西祁县‧岳蕴忠】、【山西祁县‧高升祯】、【山西偏关‧史雄霸】、【山西繁峙‧郭映田】、【山西祁县‧马二牛】、【內蒙歸化[2]‧柳焕荫】、【山西祁县‧任大华】、【山西祁县‧王步昌】、【山西祁县‧王映海】、【山西祁县‧段锡福】、【山西祁县‧田九畹（元）】。

王映海传 王毅、王喜成、梁晓峰
田九元 传 田如文
田如文 传 白志刚
马梦乐  传  孙顺福
孙顺福 传  孙友恒
买壮图 传 袁凤仪
- 【袁鳳儀】傳【河南周口‧尚學禮】、【河南周口‧楊殿興】、【河南周口‧盧嵩高】[3]。
- 【盧嵩高】傳【河南周口‧孫少甫】、【河南周口‧于化龍】、【上海‧凌漢興】、【上海‧李尊賢】、【上海‧解興邦】、【上海‧王書文】、白恒祥。
- 【尚学礼】傳【河南漯河‧李书岭】。

解兴邦 传 解观亭
孙少甫 传 姚尚達、王祺中、蘇森海、孫聖道等
于化龙 传 于德麟、刘如世、徐谷鸣、杨海明、顾坚、井金森、曾德寧、马明龙、张冰海、刘宏、鲍金。
马明龙 传 朱和让、卢建华、杨智斌、吕振兴、景怀义。

王书文 传 余江
白恒祥 传 张宁卫、沈锦康、蔡伯澄等
凌汉兴 传 肖力行

吕金梁传吕青魁
吕青魁传吕瑞芳
吕瑞芳 传 吕志德、吕延芝、李洳波、张冰海
李洳波 传 李建鹏

## 主流派系
- 河南心意拳
以馬學禮、李政、买壮图、卢嵩高為代表
- 山西祁縣心意拳
以戴隆邦，戴二閭，戴良棟，戴奎為代表
- 山西河北心意拳

以李洛能，車毅齋，郭雲深等為代表
- 少林派 吴轱辘
- 四川金家 金一旺

## 河南一支
姬公拳術經南山郑氏传河南马学礼，马学礼传马三元、张志诚等，在河南回民聚居地廣為流傳，成为姬氏拳術之一支。
心意六合拳，（馬學禮所傳，分為洛陽派、南陽派），單勢操練原始形式。保存原始之六合十形，加上當地查拳四拳八式。
基本樁、步法：龍調膀、踩雞步
單練及套路：十大形、四把捶、四拳八式
一身呈六勢：雞腿、龍腰、熊膀、鷹捉、虎抱頭、雷聲，六勢合一。
一身含五勁：踩、撲、裹、束、決，五勁合一。

## 上海派心意拳
上海派心意拳源于河南心意六合拳一代宗師盧嵩高。盧嵩高在滬享有第三代“拳王”的美譽，
在不斷的實踐、學習、交流中，上海派心意六合拳在二十世紀三、四十年代逐漸形成並廣為流傳，
開創了中國武術一派之先河。

## 心意六合拳珍貴文獻

### 族譜文獻
- 《姬氏族譜》。

### 歷史文獻
- 《永濟縣志》。

### 武術文獻
- 《六合心意拳譜》。
- 《心意拳自來》。
- 陳鑫，《三三拳譜》
- 唐豪，《行健齋隨筆·形意拳鼻祖與譜》。

河南派买壮图系拳谱《武功正宗》
河南派买壮图系传人山西范氏拳谱《守洞尘技》
徐谷鸣《心意六合拳》
李洳波《河南心意六合拳》

## 相關動漫
- 《拳兒》
- 《天上天下》
- 《史上最強弟子兼一》
- 《Dead or Alive》系列
- 《鐵拳》系列

## 外部連結
- 道教文化資料庫
- 山西心意六合拳 （页面存档备份，存于）
- 尚门孙系复兴派心意六合拳 （页面存档备份，存于）